# Šljivovac (okręg szumadijski)
Šljivovac (cyr. Шљивовац) – wieś w Serbii, w okręgu szumadijskim, w mieście Kragujevac. W 2011 roku liczyła 417 mieszkańców.